# صموئيل ويلارد (كاتب)
صموئيل ويلارد (بالإنجليزية: Samuel Willard)‏ هو كاتب أمريكي، ولد في 31 يناير 1640 في كونكورد في الولايات المتحدة، وتوفي في 12 سبتمبر 1707 في كامبريدج في الولايات المتحدة.